# Els Deu de Hollywood
Els Deu de Hollywood (en anglès: Hollywood Ten) va ser el nom que la premsa va utilitzar per designar un grup de persones relacionades amb la indústria cinematogràfica nord-americana, i que van ser inclosos a la llista negra de Hollywood durant el mccarthysme, acusats d'obstrucció a les tasques del Congrés dels Estats Units per negar-se a declarar davant el comitè de J. Parnell Thomas (el Comitè d'Activitats Antiamericanes), destinada a "investigar" una suposada infiltració comunista a les files de Hollywood.
Tot i ser una mesura antipopular en els mateixos Estats Units, la "caça de bruixes" iniciada per Joseph McCarthy va obtenir el suport dels executius dels principals estudis, que van signar la coneguda com "Declaració del Waldorf" en la qual, a conseqüència de la seva negativa a declarar, i del seu intent d'atacar a la comissió com anticonstitucional, els "Deu de Hollywood" eren empresonats i acomiadats dels seus llocs de treball indefinidament fins que declaressin i demostressin no ser comunistes, a més de vetar i obstaculitzar la seva activitat cinematogràfica.
Els "Deu de Hollywood", components de la primera llista negra de la història del cinema, eren:
- Alvah Bessie, guionista.
- Herbert Biberman, guionista, director.
- Lester Cole, guionista.
- Edward Dmytryk, director i guionista.
- Ring Lardner Jr., periodista, guionista.
- John Howard Lawson, autor.
- Albert Maltz, autor, guionista.
- Samuel Ornitz, guionista.
- Adrian Scott, guionista, productor.
- Dalton Trumbo, guionista, novel·lista.

El director gal·lès Karl Francis va portar a la pantalla gran el 2001 la història d'aquests cineastes, a través de la figura de Herbert Biberman-encarnat per Jeff Goldblum, a Punt de mira (One of the Hollywood Ten).